# Первомайское (Почепский район)
Первомайское — село в Почепском районе Брянской области, административный центр Первомайского сельского поселения.

## География
Расположено в 9 км к востоку от Почепа, на правом берегу реки Рожок.

## История
Село Пьяный Рог основано не позднее середины XVII века. В петровские времена Пьяный Рог достался графу Меншикову, при котором здесь прошла первая перепись Малороссии (1723). Позднее село было передано в руки к графу К. Г. Разумовскому, А. К. Толстому и другим. По состоянию на 1836 год, имение в селе принадлежало Сарапульскому уездному стряпчему С. И. Каврайскому. До 1918 г. входило в состав Краснорогской волости Почепского уезда.
Старое название села произошло от названия реки Рог (Рожок), а прозвище «Пьяный» объясняют тем, что здесь река сильно петляет. Существует также и другая версия происхождения названия «Пьяный»: в данном селе выращивали много хмеля, отсюда и название — «Пьяный». Современное название село получило с 1940-х годов. Ныне вся территория бывшей Пьянорогской волости входит в состав Почепского района Брянской области.

## Население
| 1897 | 2010 | 2013 |
| ---- | ---- | ---- |
| 3108 | 881  | 853  |

## Достопримечательности
Деревянная Крестовоздвиженская церковь 1837 года постройки.